# Подкожные оводы
Подкожные оводы (лат. Hypodermatinae) — подсемейство семейства Oestridae. 

## Описание
Hypodermatinae включает крупных паразитических двукрылых, некоторые из которых известны под старинным названием «строка́». Девять родов этого подсемейства обычно проводят свои личиночные стадии в коже или мягких тканях млекопитающих, в том числе и крупного рогатого скота. Эти виды могут нанести существенный вред поголовью домашнего скота, влиять на успех скотоводства.

## Роды
Hypodermatinae включает 9 родов:
- Hypoderma Latreille, 1818
- Ochotonia Grunin, 1968
- Oestroderma Portschinsky, 1887
- Oestromyia Brauer, 1860
- Pallasiomyia Rubtzov, 1939
- Pavlovskiata Grunin, 1949
- Portschinskia Semenov, 1902
- Przhevalskiana Grunin, 1948
- Strobiloestrus Brauer 1892